# Оберварт
Оберварт  (мађ. Felsőőr, хрв. Gornja Borta) град је у Аустрији, смештен у источном делу државе. Значајан је град у покрајини Бургенланду, као седиште истоименог округа Оберварт.

## Природне одлике
Оберварт се налази у источном делу Аустрије, близу државне границе са Мађарском, која се налази 15 km источно од града. Град је удаљен 130 km јужно од главног града Беча.
Град Оберварт се сместио у долини речице Пинке, притоке веће Рабе. Надморска висина града је око 310 m. 

## Становништво
| 1981. | 1991. | 2001. |
| ----- | ----- | ----- |
| 5.715 | 6.319 | 6.696 |

Данас је Оберварт град са нешто више од 7.000 становника. По броју становника је град други у покрајини и средиште је њене јужне половине. Последњих деценија број становника града се повећава.
Оберварт је значајан у Аустрији, као историјско средиште мађарске мањине. Мађари су све до средине 20. века били већинско становништво, али је постепеном асимилацијом и германизацијом њихов удео смањен. Данас они чине око 17,5% градског становништва, већински Немци 73%, а присутни су и Хрвати са 3,5%.
Како су месни Мађари били протестанти, данас Оберварт има надпросечан удео протестантског становништва у укупном - 59% грађана су римокатолици, а 33% протестанти.

## Галерија
- Градска римокатоличка црква
- Градска кућа
- Тржни центар „ЕО“
- Двојни немачко-мађарски називи